# Tössriederen
Tössriederen är en ort vid floden Rhen i kommunen Eglisau i kantonen Zürich, Schweiz. 